# Coos Huijsen
Coos (Jacobus) Huijsen (Den Haag, 20 maart 1939) is een Nederlandse historicus, schrijver, oud-politicus en homoactivist.
Huijsen werd begin jaren zestig politiek actief en profileerde zich als exponent van de progressieve vleugel van de CHU. In 1972 werd hij een korte periode Tweede Kamerlid voor deze partij. Toen het CHU het linkse Kabinet-Den Uyl weigerde te steunen vormde Huijsen, toen hij in 1976 door opvolging in de Tweede Kamer kwam, een eenmansfractie. Op dat moment kwam hij publiekelijk uit voor zijn homoseksualiteit, waarmee Huijsen de eerste openlijk homoseksuele parlementariër ter wereld werd. Op het moment dat hij in 1977 de Tweede Kamer weer verliet, stapte hij over naar de PvdA. Rond de eeuwwisseling zegde Huijsen zijn PvdA-lidmaatschap op. Over zijn coming-out en zijn politieke carrière schreef Huijsen het boek Homo Politicus.

## Homo-emancipatie

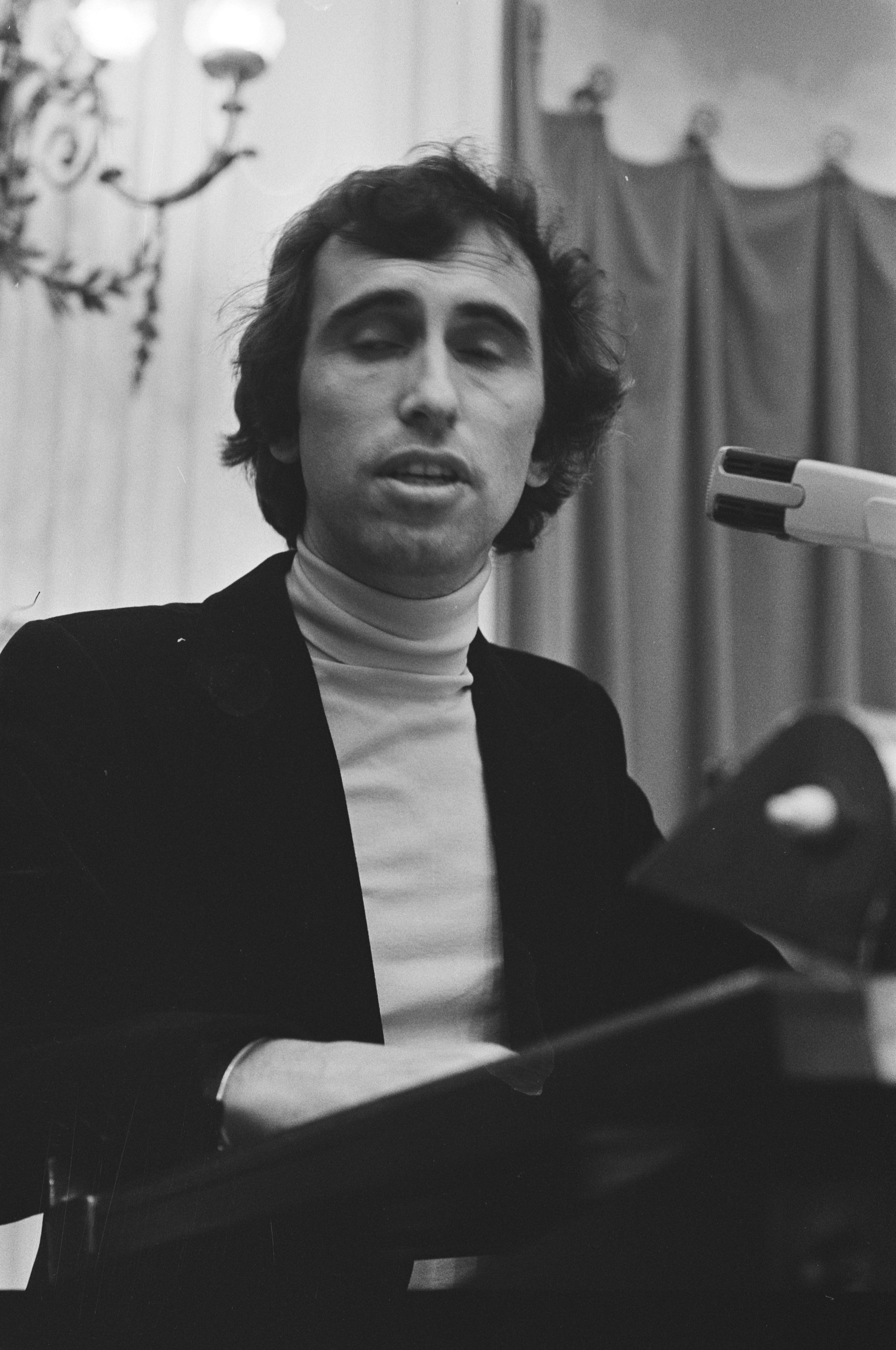
Huijsen in de Tweede Kamer (1976)

Tijdens zijn Tweede Kamerlidmaatschap raakte Huijsen overtuigd van de urgentie van de emancipatie van homoseksuelen. Naast dat hij de eerste parlementariër ter wereld werd die openlijk uitkwam voor zijn homoseksualiteit, was hij medeoprichter en voorzitter van de PvdA-homogroep eind jaren 1970, bestuurslid van de Schorer (stichting) (1978-1981) en voorzitter van de Stichting Vrije Relatierechten (1977-1981), die in het Koninklijk Concertgebouw in Amsterdam in 1977 de befaamde ‘Miami Nightmare’ organiseerde tegen de Amerikaanse anti-homoactiviste Anita Bryant. Hij was voorzitter van de Amsterdamse Gemeentelijke Werkgroep Homo-Emancipatie (1985-1986). Omdat Huijsen ervan overtuigd was dat mensenrechten één en ondeelbaar pakket zijn, zette hij zich ook in voor de anti-apartheidsbeweging. In de jaren tachtig was hij voorzitter van het Defence and Aid Fund Nederland (DAFN), dat fondsen wierf ter bestrijding van het racisme in Zuid-Afrika. Huijsen was in 2009 ook medeoprichter (en sindsdien voorzitter) van Het Blauwe Fonds, dat donaties en legaten werft voor projecten ter ondersteuning van de LGBT-emancipatie. Voor zijn maatschappelijke inspanningen werd hij in 2016 bekroond met de Frans Banninck Cocqpenning van de stad Amsterdam. In 2017 werd hij bovendien benoemd tot Ridder in de Orde van Oranje-Nassau.

## Maatschappelijke loopbaan, publicaties en aandachtsgebieden
Huijsen begon in de jaren zestig zijn loopbaan in het onderwijs, eerst in Delft en Den Haag en later in de jaren zeventig en tachtig als docent geschiedenis en ten slotte als rector van de Openbare Scholengemeenschap Gerrit van der Veen te Amsterdam. Hij heeft ook regelmatig gepubliceerd in dagbladen en tijdschriften, waaronder Socialisme & Democratie. In de jaren tachtig en negentig ging dit vooral over de sociaal-culturele en levensbeschouwelijke aspecten van de politiek. Ook schreef hij de boeken Nog is links niet verloren (1982), Socialisme als opdracht (1986) en De PvdA en het Von Münchhausensyndroom (1990). Al in het eerste boek signaleerde hij een toenemende kloof tussen de PvdA en haar traditionele kiezersaanhang in de volksbuurten.
Zijn belangstelling voor de cultuurhistorische context van de democratie, in het bijzonder waar het de sociale cohesie aangaat, kwam eveneens tot uitdrukking in een aantal boeken over de betekenis van Oranje in de Nederlandse samenleving: De Oranjemythe. Een postmodern fenomeen (2001) en Beatrix. De kroon op de republiek (2005), een biografie ter gelegenheid van het zilveren regeringsjubileum van koningin Beatrix der Nederlanden. Dit leidde tot een onderzoek naar de betekenis van Oranje voor het Nederlandse natiebesef, dat hij afrondde met zijn proefschrift Nederland en het verhaal van Oranje in 2012. Het boek werd genomineerd voor de Libris Geschiedenis Prijs.
De betrokkenheid bij de nationale identiteit en actuele debatten over immigratie, integratie en de Europese Unie leidden tot twee nieuwe publicaties, samen met historicus Geerten Waling: Wat is een natie?, vertaling, inleiding en duiding van Qu’est-ce qu’une nation? (1882) van Ernest Renan en De geboortepapieren van Nederland, inleiding en toelichting bij de bronteksten Unie van Utrecht (1579), de Apologie van Willem van Oranje (1581) en het Plakkaat van Verlating (1581), die in hedendaags Nederlands in het boek zijn opgenomen.

## Autobiografie
Huijsens meest recente boek is zijn autobiografie: Homo Politicus. De eerste parlementariër ter wereld die uit de kast kwam uit 2016. Hierin vervlecht hij zijn eigen coming-out met de geschiedenis van de homo-emancipatie en de ontwikkelingen in het naoorlogse Nederland.

## Citaten
Over de vraag of de homo-emancipatie voltooid is, zei Huijsen:
- “Er is op het terrein van beleid en wetgeving enorm veel bereikt. Denk maar aan artikel 1 van de Grondwet, aan de Algemene Wet Gelijke Behandeling en aan de openstelling van het huwelijk voor paren van gelijk geslacht. Tegelijkertijd is ‘homo’ nog het populairste scheldwoord op het schoolplein en op het voetbalveld, is de suïcidescore onder jonge homo’s vijf maal zo hoog als onder jonge hetero’s en zien veel jongeren er nog steeds erg tegenop om aan hun ouders en onder vrienden te vertellen dat ze homoseksueel zijn. In mijn boek ga ik in op het specifieke karakter van de homodiscriminatie. In het publieke domein – op straat – is er zelfs sprake van een terugslag. In de jaren zeventig was het gemakkelijker om hand in hand te lopen met je partner, of even een andere blijk van affectie te tonen dan tegenwoordig. De straat zullen we opnieuw terug moeten winnen.”[1]

## Publicaties
- Nog is links niet verloren. Pleidooi voor een menselijke politiek, 1982
- Socialisme als opdracht, 1986
- De PvdA en het Von Münchhausen-syndroom, 1990

Over het Nederlandse koningshuis:
- De Oranjemythe. Een postmodern fenomeen, 2001
- Beatrix. De kroon op de republiek, 2005
- Nederland en het Verhaal van Oranje (proefschrift), 2012

Over de homo-emancipatie (en zijn eigen rol daarin):
- Homo Politicus. De eerste parlementariër ter wereld die uit de kast kwam, 2016

Een pleidooi voor het werken aan meer draagvlak voor onze democratie, verbindend leiderschap en vormen van meer directe invloed:
- Ode aan het klootjesvolk. Populisme als smoesje van een falende elite, 2020

Samen met Geerten Waling:
- Wat is een natie?, 2013 (vertaling, inleiding en duiding van Qu'est-ce qu'une nation? (1882) van Ernest Renan)
- De geboortepapieren van Nederland, 2014 (inleiding en toelichting bij de bronteksten Unie van Utrecht (1579), de Apologie van Willem van Oranje (1581) en het Plakkaat van Verlating (1581), die in hedendaags Nederlands in het boek zijn opgenomen). Uitgegeven door Elsevier en het Nationaal Archief.